# Миссия невыполнима (телесериал, 1966)
«Миссия невыполнима» (англ. Mission: Impossible) — американский телевизионный сериал, премьера которого состоялась 17 сентября 1966 года. Актёрский состав менялся от сезона к сезону, но основной костяк группы оставался без изменений все семь лет съёмок сериала. Удачная музыкальная тема сериала, написанная композитором Лало Шифриным, позднее использовалась в одноимённой серии фильмов.

## Сюжет
Специальный отряд оперативников борется с преступниками, предотвращает убийства политиков, спасает ученых, мешает осуществлению планов шпионов и диктаторов. Часто операции проводятся в странах Восточного Блока, на фоне ужасов коммунистической диктатуры. Сериал соответствует политическим реалиям своего времени. Подчиняется отряд таинственному человеку по прозвищу «Министр».

## Актёры
| Актёр            | Персонаж                | Сезоны        | Сезоны   | Сезоны   | Сезоны   | Сезоны   | Сезоны   | Сезоны        |
| Актёр            | Персонаж                | 1             | 2        | 3        | 4        | 5        | 6        | 7             |
| ---------------- | ----------------------- | ------------- | -------- | -------- | -------- | -------- | -------- | ------------- |
| Стивен Хилл      | Дэн Бриггс              | Основной      |          |          |          |          |          |               |
| Барбара Бэйн     | Киннамон Картер         | Основной      | Основной | Основной |          |          |          |               |
| Грег Моррис      | Бернард «Барни» Коллиер | Основной      | Основной | Основной | Основной | Основной | Основной | Основной      |
| Питер Люпус      | Вильям «Вилли» Армитадж | Основной      | Основной | Основной | Основной | Основной | Основной | Основной      |
| Питер Грейвс     | Джим Фелпс              |               | Основной | Основной | Основной | Основной | Основной | Основной      |
| Мартин Ландау    | Роллин Хэнд             | Периодический | Основной | Основной |          |          |          |               |
| Леонард Нимой    | Пэрис                   |               |          |          | Основной | Основной |          |               |
| Лесли Энн Уоррен | Дана Ламберт            |               |          |          |          | Основной |          |               |
| Сэм Эллиотт      | Доктор Дуг Роберт       |               |          |          |          | Основной |          |               |
| Линда Дэй Джордж | Лиза Кейси              |               |          |          |          |          | Основной | Основной      |
| Барбара Андерсон | Мими Дэвис              |               |          |          |          |          |          | Периодический |

## Эпизоды
| Сезон | Серии | Серии | Даты показа      | Даты показа     | Ранк | Зрителей в США (млн.) |
| Сезон | Серии | Серии | Первая серия     | Последняя серия | Ранк | Зрителей в США (млн.) |
| ----- | ----- | ----- | ---------------- | --------------- | ---- | --------------------- |
| 1     | 28    | 28    | 17 сентября 1966 | 22 апреля 1967  | TBA  | TBA                   |
| 2     | 25    | 25    | 10 сентября 1967 | 17 марта 1968   | #32  | 19,80                 |
| 3     | 25    | 25    | 29 сентября 1968 | 20 апреля 1969  | #12  | 23,30                 |
| 4     | 26    | 26    | 28 сентября 1969 | 29 марта 1970   | #50  | 17,10                 |
| 5     | 23    | 23    | 19 сентября 1970 | 17 марта 1971   | TBA  | TBA                   |
| 6     | 22    | 22    | 18 сентября 1971 | 26 февраля 1972 | #31  | 19,30                 |
| 7     | 22    | 22    | 16 сентября 1972 | 30 марта 1973   | #57  | 15,20                 |

## Премии

### Эмми
| Год  | Категория                                                                     | Номинант(ы)                      | Эпизод(ы)                                             | Результат |
| ---- | ----------------------------------------------------------------------------- | -------------------------------- | ----------------------------------------------------- | --------- |
| 1967 | Лучший драматический сериал                                                   | Джозеф Гантман и Брюс Геллер     | —                                                     | Победа    |
| 1967 | Лучшая актриса в драматическом сериале                                        | Барбара Бэйн                     | —                                                     | Победа    |
| 1967 | Лучший сценарист драматического сериала                                       | Брюс Геллер                      | —                                                     | Победа    |
| 1967 | Лучший актёр в драматическом сериале                                          | Мартин Ландау                    | —                                                     | Номинация |
| 1967 | Лучший звуковой монтаж                                                        | Пол Красни и Роберт Уоттс        | —                                                     | Победа    |
| 1967 | Лучшая музыкальная композиция для сериала                                     | Лало Шифрин                      | —                                                     | Номинация |
| 1968 | Лучший драматический сериал                                                   | Джозеф Гантман                   | —                                                     | Победа    |
| 1968 | Лучшая актриса в драматическом сериале                                        | Барбара Бэйн                     | —                                                     | Победа    |
| 1968 | Лучший сценарист драматического сериала                                       | Алан Балтер и Вильям Рид Вудфилд | #2.22. «Убийство» (англ. The Killing)                 | Номинация |
| 1968 | Лучший режиссёр драматического сериала                                        | Ли Х. Кэтзин                     | #2.22. «Убийство» (англ. The Killing)                 | Номинация |
| 1968 | Лучший актёр в драматическом сериале                                          | Мартин Ландау                    | —                                                     | Номинация |
| 1968 | Лучший киномонтаж                                                             | Дэвид Уоджес                     | #2.15. «Фотограф» (англ. The Photographer)            | Номинация |
| 1968 | Лучший киномонтаж                                                             | Роберт Уоттс                     | #1.27. «Предатель» (англ. The Traitor)                | Номинация |
| 1968 | Индивидуальные достижения в музыкальной композиции                            | Лало Шифрин                      | #2.09. «Печать» (англ. The Seal)                      | Номинация |
| 1968 | Специальная классификация индивидуальных достижений                           | Джозеф Г. Сорокин                | #2.03. «Выжившие» (англ. The Survivors)               | Номинация |
| 1968 | Выдающееся достижения в художественном направлении и сценических конструкциях | Билл Росс                        | #2.14. «Эхо вчерашнего дня» (англ. Echo of Yesterday) | Номинация |
| 1969 | Лучший драматический сериал                                                   | Брюс Геллер                      | —                                                     | Номинация |
| 1969 | Лучшая актриса в драматическом сериале                                        | Барбара Бэйн                     | —                                                     | Победа    |
| 1969 | Лучший актёр в драматическом сериале                                          | Мартин Ландау                    | —                                                     | Номинация |
| 1969 | Лучший актёр в драматическом сериале                                          | Питер Грейвс                     | —                                                     | Номинация |
| 1969 | Лучший актёр второго плана в драматическом телесериале                        | Грег Моррис                      | —                                                     | Номинация |
| 1969 | Лучшая музыкальная композиция для сериала                                     | Лало Шифрин                      | #3.1. «Наследник» (англ. The Heir Apparent)           | Номинация |
| 1969 | Выдающееся достижения в художественном направлении и сценических конструкциях | Люсьен Хэфли, Билл Росс          | #3.19—20. «Бункер» (англ. The Bunker)                 | Победа    |

### Золотой глобус
| Год  | Категория                                                               | Номинант(ы)      | Результат |
| ---- | ----------------------------------------------------------------------- | ---------------- | --------- |
| 1968 | Лучший драматический сериал                                             | —                | Победа    |
| 1968 | Лучший актёр в драматическом сериале                                    | Мартин Ландау    | Победа    |
| 1968 | Лучшая актриса в драматическом сериале                                  | Барбара Бэйн     | Номинация |
| 1969 | Лучший актёр в драматическом сериале                                    | Питер Грейвс     | Номинация |
| 1970 | Лучший актёр в драматическом сериале                                    | Питер Грейвс     | Номинация |
| 1971 | Лучший актёр в драматическом сериале                                    | Питер Грейвс     | Победа    |
| 1971 | Лучшая актриса второго плана в мини-сериале, телесериале или телефильме | Лесли Энн Уоррен | Номинация |
| 1972 | Лучшая актриса в драматическом сериале                                  | Линда Дэй Джордж | Номинация |

### Эдгар Аллан По
- 1967: Лучший эпизод в телесериале — Джером Росс, #1.03. «Операция „Рогош“» (англ. Operation Rogosh)

1. ↑  The TV Ratings Guide: 1967-68 Top 30 TV Ratings. Дата обращения: 1 апреля 2024. Архивировано 26 февраля 2024 года.
2. ↑  The TV Ratings Guide: 1968-69 Top 30 TV Ratings. Дата обращения: 1 апреля 2024. Архивировано 10 апреля 2023 года.
3. ↑  The TV Ratings Guide: 1969-70 Top 30 TV Ratings. Дата обращения: 1 апреля 2024. Архивировано 23 июня 2024 года.
4. ↑  The TV Ratings Guide: 1971-72 Ratings History. Дата обращения: 1 апреля 2024. Архивировано 9 апреля 2020 года.
5. ↑  The TV Ratings Guide: 1972-73 Ratings History. Дата обращения: 1 апреля 2024. Архивировано 22 февраля 2024 года.